# Fritillaria
Fritillaria is een geslacht van ongeveer 100-130 plantensoorten uit de leliefamilie. De botanische naam Fritillaria is afkomstig van het Latijnse woord fritillus voor "dobbelsteenbeker". Ze slaat op de vorm van de bloemen, en mogelijk op het geschakeerde kleurenpatroon dat veel van de bloemen kenmerkt.
De enige soort die in Nederland in het wild voorkomt is de wilde kievitsbloem; in België is deze uitgestorven. Fritillaria-soorten komen van nature voor op het noordelijk halfrond: Noordwest-Afrika, Europa, de gematigde gebieden van Azië en westelijk Noord-Amerika. De meeste soorten komen voor in het Middellandse Zeegebied. Zo komen in Italië acht soorten voor, en in Turkije zelfs dertig.

## Beschrijving
De planten zijn kruiden en bolgewassen. De bloemen zijn vaak hangend. De kroonbladen zijn vaak geblokt. Meestal is er slechts één bloemstengel. Er zijn zes kroonbladen in twee groepen.

## Toepassingen
Fritillaria-soorten bevatten alkaloïden zoals ebeiedine, ebeiedinone, verticine, verticinone en imperialine.

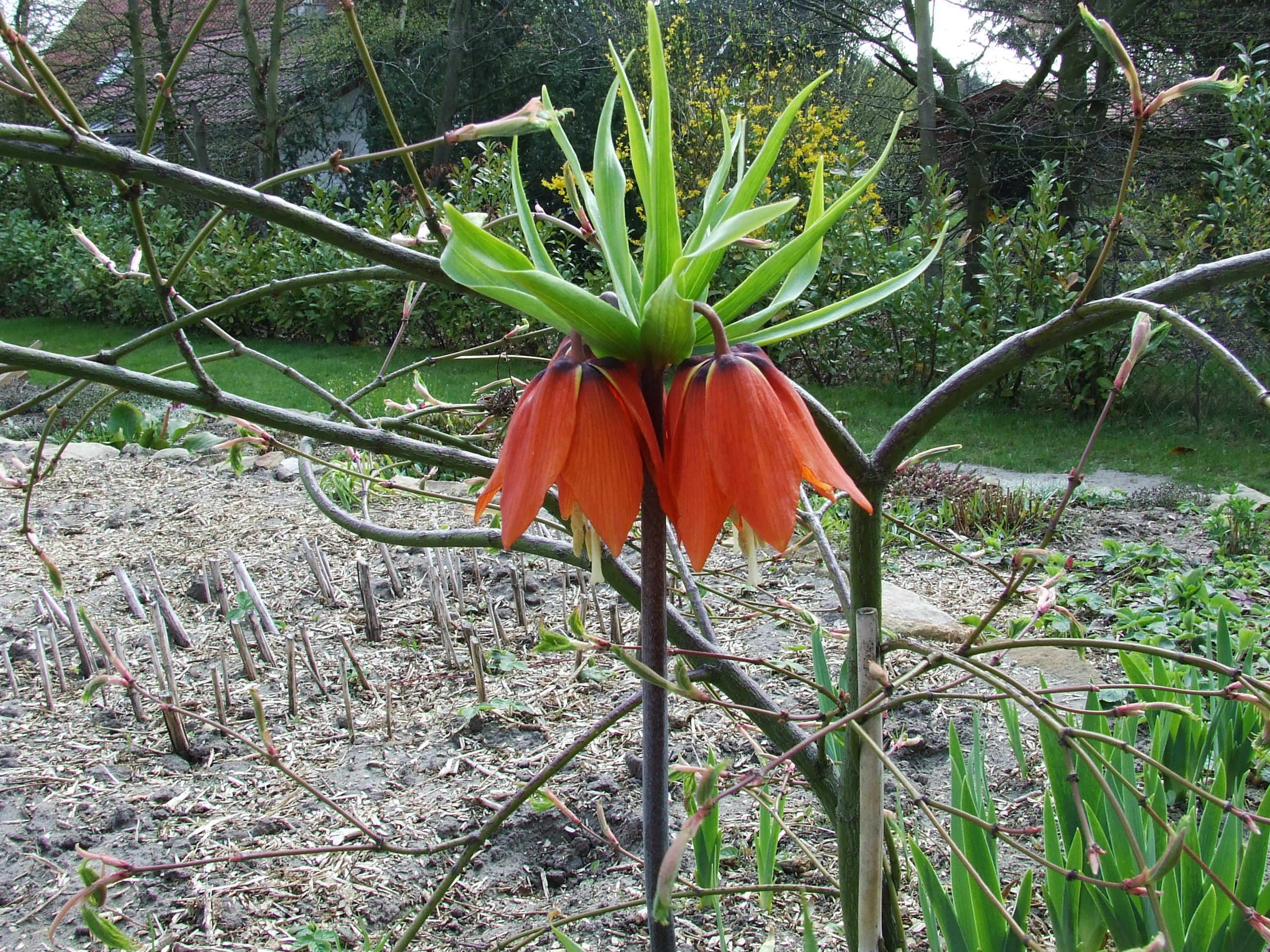
Keizerskroon (Fritillaria imperialis)
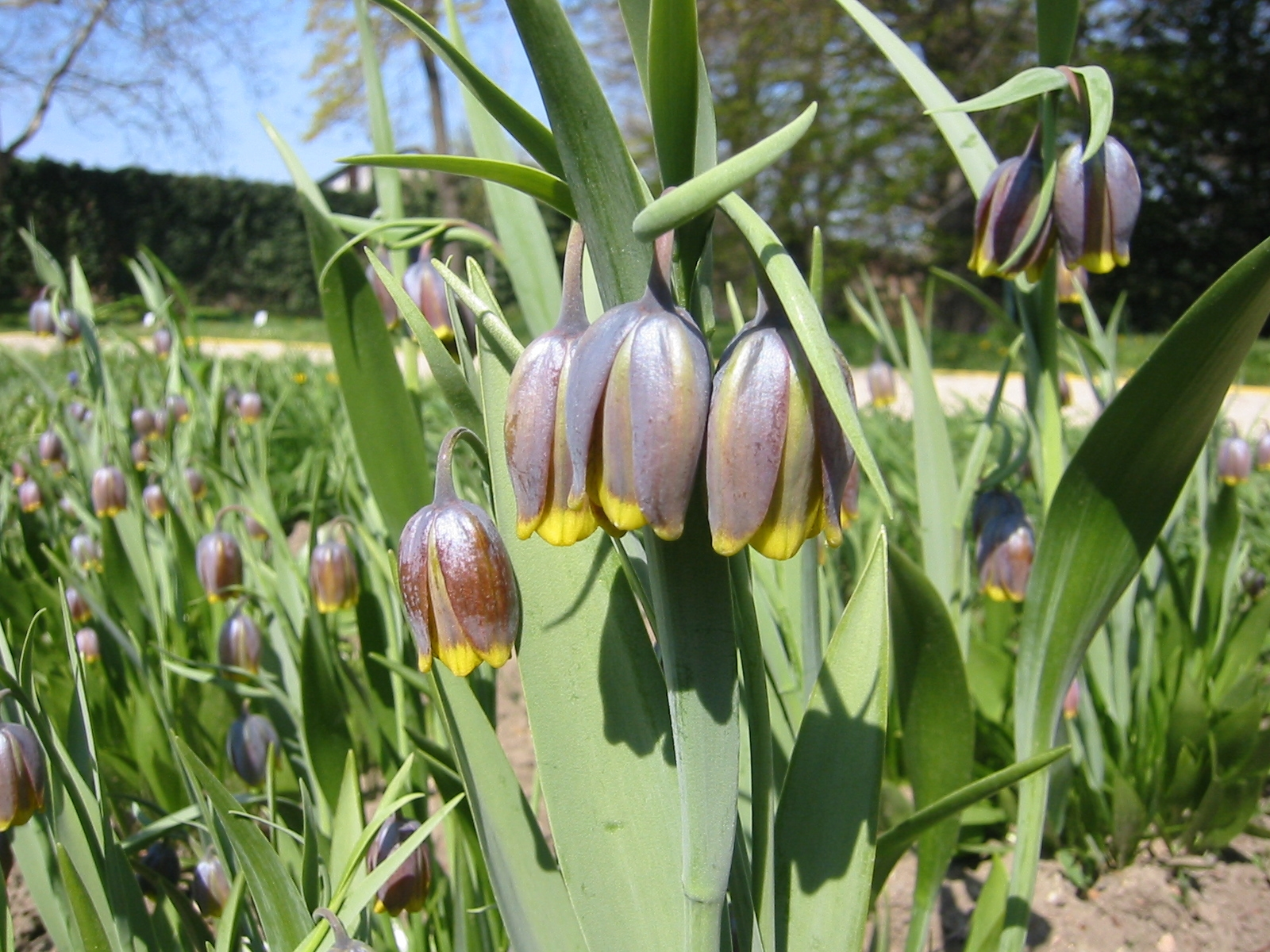
Fritillaria uva-vulpis
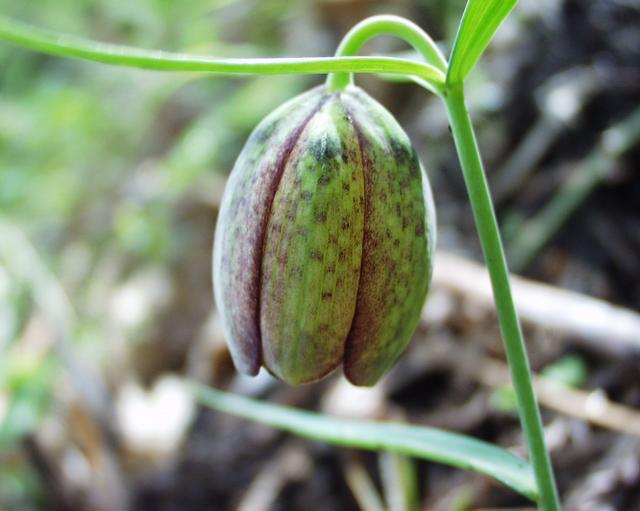
Fritillaria involucrata
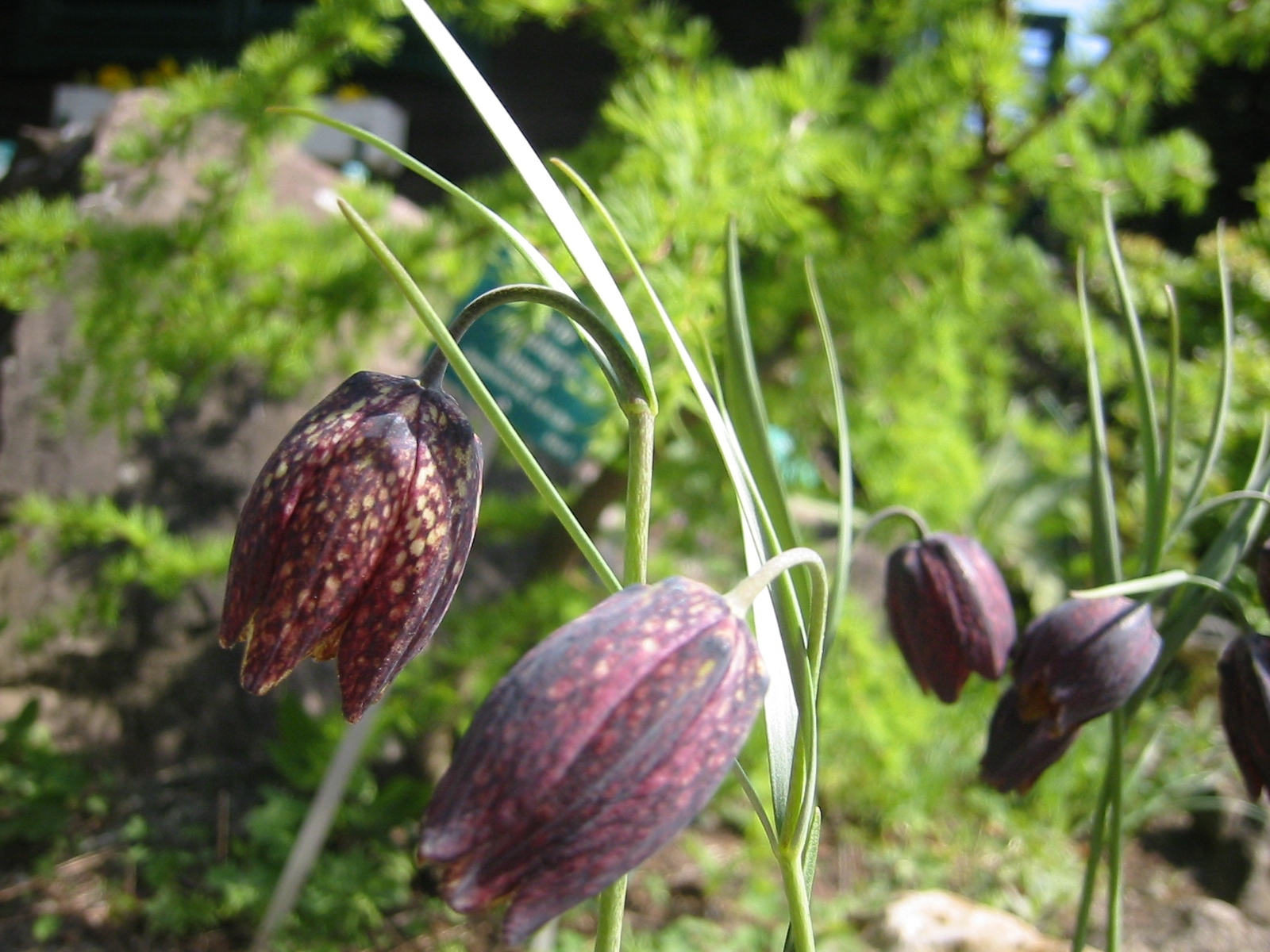
Fritillaria montana